# Księga czterech kątów i czterech zawiasów świata
Księga czterech kątów i czterech zawiasów świata (łac. Liber quattuor angulorum et cardinum mundi) – zaginiony apokryf gnostycki.
O utworze wspomina biskup Maruta z Majperkat w dziele De sancta synodo Nicaena. Maruta wymienia księgę na liście herezji i twierdzi, że była używana przez szymonian. Jego zdaniem zwolennicy Szymona Maga stworzyli własną księgę, podzielili ją na cztery tomy i nazwali Księgą rejonów świata. Abraham Ecchellensis dokonał tłumaczenia na łacinę pod nazwą Księga czterech kątów i czterech zawiasów świata.
Zdaniem Wilhelma Schneemelchera księga mogła być „uniwersalną Ewangelią” szymonian, dokumentem podzielonym na cztery punkty korespondujące z sobą bądź też mogła nigdy nie istnieć.